# Sukahati (Citeureup)
Sukahati is een bestuurslaag in het regentschap Bogor van de provincie West-Java, Indonesië. Sukahati telt 10.742 inwoners (volkstelling 2010).